# Onthophagus stenocerus
Onthophagus stenocerus là một loài bọ cánh cứng trong họ Bọ hung (Scarabaeidae).